# The Expanding Flower Planet
The Expanding Flower Planet je první sólové studiové album americké zpěvačky Angel Deradoorian. Vydáno bylo v srpnu roku 2015, šest let po vydání její první sólové nahrávky, EP s názvem Mind Raft. Vedle zpěvačky samotné se na albu podíleli například bubeník Jeremy Hyman a zpěvačka Niki Randa. Producentem alba byl spolu s Deradoorian Kenny Gilmore.

## Seznam skladeb
Autorkou všech skladeb je Angel Deradoorian.
1. „A Beautiful Woman“
2. „Expanding Flower Planet“
3. „Violet Minded“
4. „Komodo“
5. „Your Creator“
6. „The Invisible Man“
7. „DarkLord“
8. „Ouneya“
9. „The Eye“
10. „Grow“